# Elyse Levesqueová
Marie Elyse Levesqueová (* 10. září 1985, Regina, Saskatchewan, Kanada) je kanadská filmová a televizní herečka. Proslavila se díky roli Chloe Armstrongové v televizním scifi seriálu Stargate Universe a rolí čarodějnice Genevieve v seriálu The Originals.

## Životopis
Levesqueová začala hrát v 11 letech, kdy se stala součástí repertoáru společnosti mladých herců pro televizní dobře uznávaný dětský seriál The Incredible Story Studio.
Po vysoké škole Levesqueová procestovala svět a dva roky působila jako modelka na Tchaj-wanu, v Japonsku, Itálii, Španělsku a ve Francii, než se vrátila zpět do Kanady studovat výtvarné umění. V roce 2006 se přestěhovala do Vancouveru a zaměřila se na hereckou kariéru. Okamžitě se zapsala do herectví a začala účinkovat v řadě televizních a filmových projektů. Také hostovala v seriálech Smallville a Muži na stromech. Dostala několik dramatických rolí v televizních filmech. V roce dostala 2009 roli Chloe Armstrongové, dcery amerického senátora, ve sci-fi seriálu Stargate Universe.

## Filmografie

### Film
| Rok  | Název                   | Role             | Poznámky            |
| ---- | ----------------------- | ---------------- | ------------------- |
| 2005 | Anděl smrti             | Mladá Billie     |                     |
| 2007 | Normal                  | Marcy            |                     |
| 2008 | A Season to Wither      | Mary             | krátkometrážní film |
| 2008 | Free to Go              | Hanna            | krátkometrážní film |
| 2009 | Vánoční výlet           | Teresa Johnson   |                     |
| 2012 | Slumber Party Slaughter | Nadia            |                     |
| 2012 | In Return               | Lola             |                     |
| 2013 | Sons of Liberty         | Rourke           |                     |
| 2014 | Fishing Naked           | Amy              |                     |
| 2014 | Spare Change            | Lily Horowitz    |                     |
| 2014 | Fruitcake               | Sallie           | krátkometrážní film |
| 2019 | Krvavá nevěsta          | Charity Le Domas |                     |

### Televize
| Rok       | Název                                               | Role              | Poznámky                                         |
| --------- | --------------------------------------------------- | ----------------- | ------------------------------------------------ |
| 1997      | Incredible Story Studios                            | různé role        |                                                  |
| 2001      | MythQuest                                           | Eurydice          | díl: „Orpheus“                                   |
| 2002–2003 | 2030 CE                                             | Dr. Maxine Rich   | 6 dílů                                           |
| 2004      | Zločiny podle Mary Higgins Clark: Ruce nad kolébkou | Maureen           | TV film                                          |
| 2004      | renegadepress.com                                   | Vanessa           | díl: „A Very Thin Edge“                          |
| 2006      | Rodina na útěku                                     | Alicia Peterson   | TV film                                          |
| 2007      | Mistři hrůzy                                        | Virginia Poe      | díl: „The Black Cat“                             |
| 2007      | Nečekaný zločin                                     | Kelly Shaw        | TV film                                          |
| 2007      | Svatební přání                                      | Tina Landers      | TV film                                          |
| 2007      | renegadepress.com                                   | Vanessa           | díl: „Blackout“                                  |
| 2007      | Flash Gordon                                        | Layla             | díl: „Possession“                                |
| 2007      | Smallville                                          | Casey Brock       | díly: „Hněv“ a „Blíženci“                        |
| 2008      | Cesta do středu Země                                | Emily             | TV film                                          |
| 2008      | Muži na stromech                                    | Tricia            | díl: „Sonáta o třech částech“                    |
| 2008      | Ničivé tornádo                                      | Dana              | TV film                                          |
| 2009–2011 | Hvězdná brána: Hluboký vesmír                       | Chloe Armstrong   | hlavní role, 40 dílů                             |
| 2009–2010 | SGU Stargate Universe Kino                          | Chloe Armstrong   | mini-série, 4 díly                               |
| 2013–2015 | Cedar Cove                                          | Maryellen Sherman | hlavní role, 23 dílů                             |
| 2014      | The Originals                                       | Genevieve         | vedlejší role, 12 dílů                           |
| 2014      | Kurýr                                               | Zara Knight       | díly: „Černý lotos“ a „Nelítostný souboj“        |
| 2016      | Containment                                         | Dr. Rita Sanders  | díly: „Pilot“ a „There Is a Crack in Everything“ |
| 2016      | Motiv                                               | Whitney Fraser    | díl: „Zahraniční vztahy“                         |
| 2016      | Shoot the Messenger                                 | Daisy Channing    | hlavní role, 8 dílů                              |
| 2016      | Notorious                                           | Alexa Downey      | díl: „Friends and Other Strangers“               |
| 2017      | Legends of Tomorrow                                 | Guinevere         | díl: „Camelot/3000“                              |
| 2017      | Orphan Black                                        | detektiv Engers   | vedlejší role, 6 dílů                            |
| 2018      | Dobrý doktor                                        | Bethany Tilley    | díl: „Stories“                                   |
| 2019      | Do temnoty                                          | Patience          | díl: „Díkůvzdání“                                |
| 2021      | Magnum P. I.                                        | Elena Dunn        | díl: "The Lies We Tell"                          |